# Deportazioni sovietiche dalla Lituania
Le deportazioni sovietiche dalla Lituania furono una serie di 35 deportazioni di massa effettuate in Lituania, un paese che fu occupato dall'Unione Sovietica nel 1940 e nuovamente nel 1944, divenendo una repubblica socialista. Almeno 130 000 persone, il 70% delle quali donne e bambini, vennero coattivamente trasferite nei campi di lavoro e in altri insediamenti forzati in regioni remote dell'Unione Sovietica, in particolare nell'Oblast' di Irkutsk e nel territorio di Krasnojarsk. Tra i deportati c'erano circa 4 500 polacchi. Questi dati sugli spostamenti non includono partigiani lituani o prigionieri politici (circa 150 000 persone) spedite nei gulag. Le deportazioni dei civili avevano un duplice scopo: piegare la resistenza alle politiche sovietiche in Lituania e fornire manodopera gratuita nelle aree scarsamente abitate dell'Unione Sovietica. Circa 28 000 prigionieri morirono in esilio a causa delle precarie condizioni di vita: dopo la morte di Stalin nel 1953, furono rilasciati lentamente e gradualmente. Gli ultimi a salutare la Russia lo fecero dieci anni dopo, nel 1963. Circa 60 000 di essi riuscirono a tornare in Lituania, mentre a 30 000 fu proibito di ristabilirsi in patria. Deportazioni analoghe avvennero in Lettonia, Estonia e altre repubbliche dell'Unione Sovietica. La Lituania commemora ogni anno la Giornata del lutto e della speranza il 14 giugno in memoria dei deportati.

## Contesto storico
Nell'agosto del 1939, la Germania nazista e l'Unione Sovietica firmarono il patto Molotov-Ribbentrop, in base al quale avvenne la divisione dell'Europa orientale in sfere di influenza. Gli stati baltici (Lituania, Lettonia ed Estonia) finirono nella zona d'interesse sovietico. L'Unione Sovietica avviò i preparativi per l'occupazione e l'incorporazione dei tre territori. In primis, impose la stipula di trattati di mutua assistenza in base ai quali gli Stati baltici accettarono di consentire l'installazione di basi militari presidiate da soldati sovietici all'interno del loro territorio. Ulteriori passi in avanti furono ritardati dalla guerra d'inverno con la Finlandia. Quando nella primavera del 1940 il conflitto finì, l'Unione Sovietica si rifece sentire accusando i paesi baltici di cospirazione antisovietica. La Lituania ricevette un ultimatum il 14 giugno 1940. Seguirono due giorni dopo ultimatum quasi identici a quelli di Lettonia ed Estonia. L'Unione Sovietica chiese di consentire a un numero illimitato di truppe sovietiche di accedere al suolo straniero e di formare un governo più filo-sovietico. I sovietici provarono a conferire una parvenza di legittimità nel processo di trasformazione degli stati baltici indipendenti in repubbliche socialiste sovietiche. Furono formati governi del popolo filo-sovietici e si tennero elezioni fasulle per istituire i membri dei parlamenti del popolo. L'annessione della RSS Lituana, della RSS Lettone e della RSS Estone avvenne entro il 6 agosto 1940.

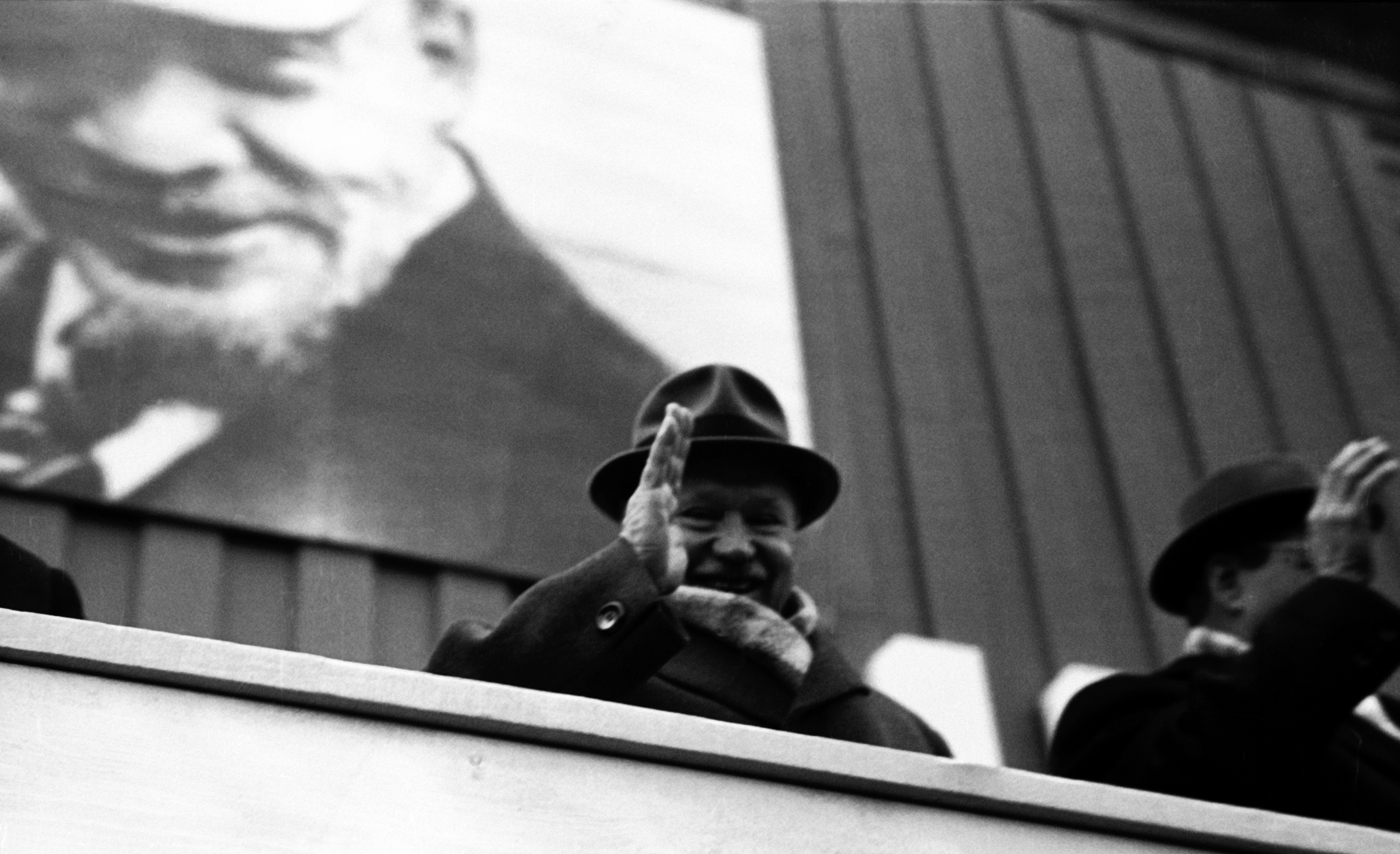
Antanas Sniečkus, la guida del Partito Comunista della Lituania dal 1940 al 1974, supervisionò le deportazioni di massa di lituani

I sovietici assunsero il controllo della vita politica, economica e culturale nei tre stati. Furono rapidamente intraprese politiche già adottate in precedenza in Russia: nazionalizzazione delle imprese private, riforma agraria in vista della collettivizzazione, soppressione delle organizzazioni politiche, culturali e religiose. L'economia subì un rallentamento. Attivisti politici e altre persone etichettati come "nemici del popolo" furono arrestati e imprigionati. Nel giugno 1941, circa 17 000 lituani furono deportati durante la prima deportazione. Ulteriori repressioni furono impedite dall'invasione nazista dell'Unione Sovietica. Entro una settimana la Wehrmacht si assicurò la Lituania. Inizialmente i tedeschi furono accolti come liberatori dalle popolazioni locali. Benché i lituani contrastarono i tedeschi dopo qualche mese il loro insediamento costituendosi in movimenti partigiani, il più grande dei quali era il Comitato supremo per la liberazione della Lituania, l'Unione Sovietica venne etichettata comunque come "nemico pubblico numero uno".
Nel 1944, la Germania nazista stava iniziando a perdere rovinosamente terreno sul fronte orientale a scapito della Russia sovietica. Nel luglio del 1944, l'Armata Rossa raggiunse i confini lituani nell'ambito dell'Operazione Bagration. Gran parte del territorio lituano fu conquistato durante l'offensiva del Baltico. L'ultima battaglia di Memel terminò nel gennaio del 1945. Anticipando il ritorno del terrore sovietico, circa 70 000-80 000 lituani si ritirarono in Germania prima dell'avanzata dell'Armata Rossa. In genere si trattava di attivisti politici e culturali, artisti e scienziati. Trascorrendo i primi anni del dopoguerra come sfollati, alla fine si stabilirono in altri paesi, il più delle volte negli Stati Uniti. Coloro che rimasero in Lituania furono arruolati nell'esercito (circa 80 000 soldati). I coscritti sfuggirono al progetto unendosi ai partigiani lituani, un gruppo di resistenza antisovietica. Questi gruppi di guerriglieri scatenarono diversi casi di disobbedienza civile e politica, a cui i sovietici risposero effettuando azioni repressive di vario genere.

## Procedure di espulsione

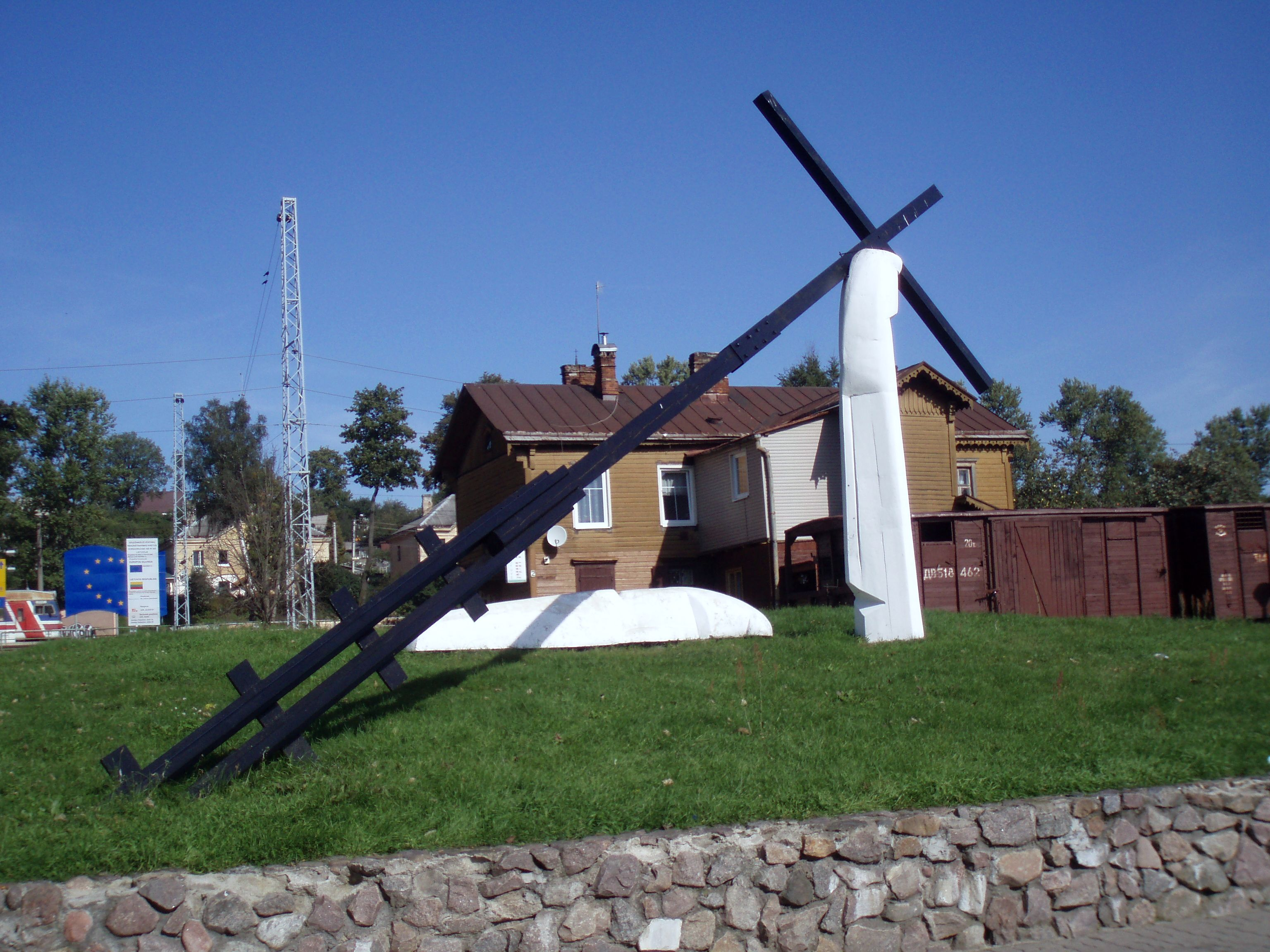
Monumento ai deportati presso Naujoji Vilnia, l'ultima grande fermata del treno in Lituania

Vennero disposti soldati, equipaggiamenti e veicoli aggiuntivi al fine di eseguire la deportazione. Tuttavia, le deportazioni furono mantenute rigorosamente segrete. Esisteva un unico ordine emesso pubblicamente da Juozas Bartašiūnas nel febbraio 1946. Gruppi di soldati armati avrebbero circondato una casa bersaglio nel mezzo della notte. Di notte era più probabile trovare tutti a casa e più facile non allarmare gli altri residenti. A tutti i familiari all'interno, anche se vi fossero stati neonati e anziani, sarebbe stato ordinato di portarsi dietro del cibo e generi di altre necessità (l'elenco esatto di ciò che avrebbe dovuto o avrebbe potuto essere preso variava in base alla destinazione e dipendeva dalla generosità dei soldati). Se qualcuno avesse tentato di resistere o scappare, i fuggiaschi sarebbero stati inseguiti o picchiati. Spesso le famiglie venivano separate e c'erano casi in cui genitori, figli o coniugi venivano segnalati consapevolmente alla stazione ferroviaria per essere deportati con i loro parenti catturati. I treni usavano spesso vagoni per bestiame senza servizi sanitari. Il viaggio durava spesso settimane se non mesi. Le condizioni erano assolutamente precarie e ai passeggeri spesso mancava cibo e acqua. Spesso sui treni si segnalavano decessi, soprattutto bambini e anziani, prima di giungere a destinazione. In un caso, un treno con i deportati deragliò uccidendo 19 persone e ferendone 57. Mentre le istruzioni ufficiali (per esempio le istruzioni di Serov del 1941) prescrivevano spesso un trattamento nel rispetto dei deportati, in concreto le persone catturate erano soggette ad abusi ed erano spogliate delle poche cose che potevano portare in valigia.

## Le deportazioni

### Prima deportazione nel 1941

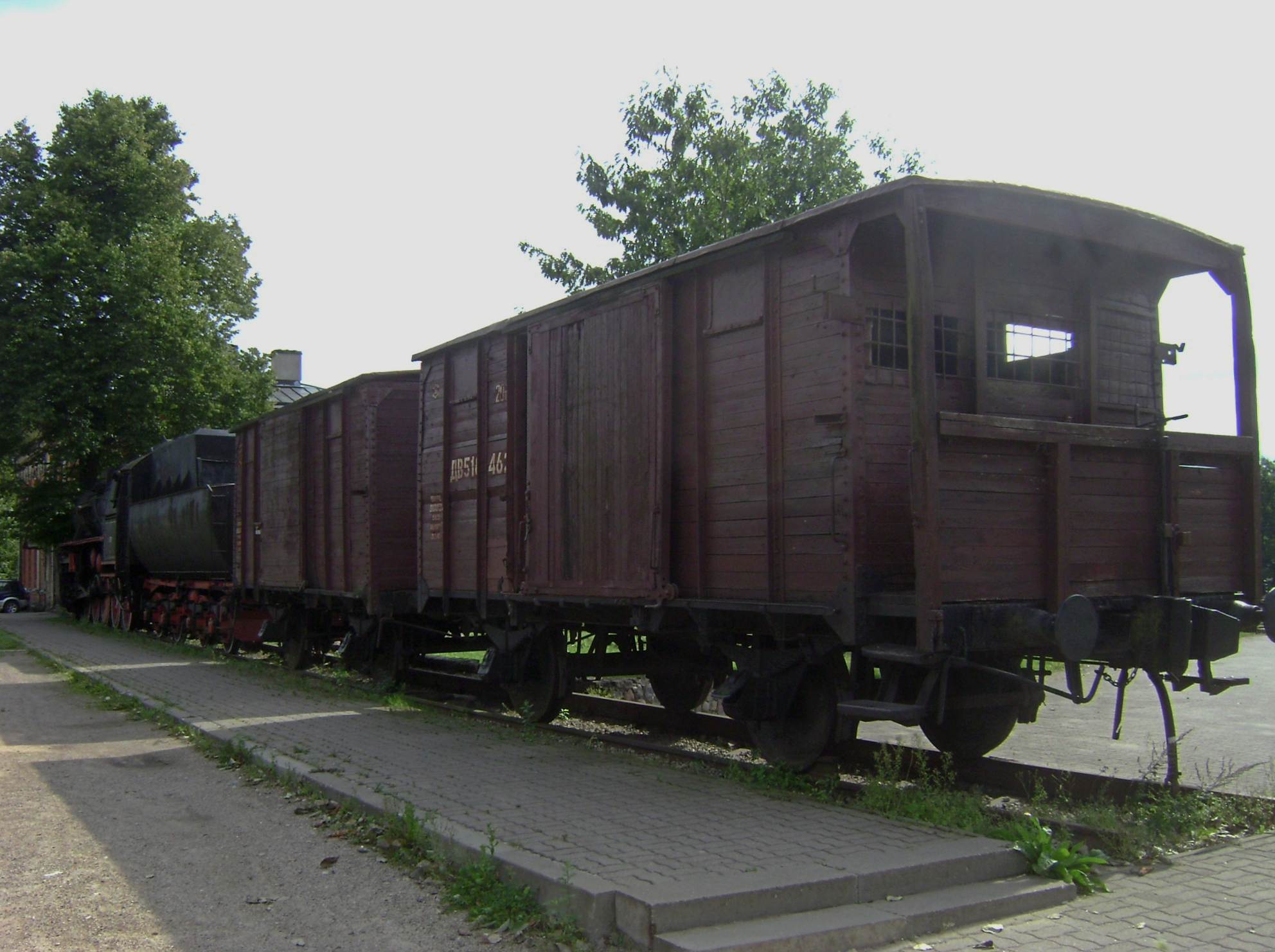
I vagoni usati per trasportare i deportati (questo specifico a Naujoji Vilnia)

La prima deportazione di massa fu dettagliatamente pianificata dai sovietici. Antanas Sniečkus, all'epoca direttore del Dipartimento di sicurezza dello stato, ordinò i primi arresti politici il 6-7 luglio 1940: come sanzione era prevista la prigionia dei cosiddetti "elementi antistatali che agitavano contro il governo del popolo". Alla fine dell'anno si contavano 2 785 arresti. In particolare, furono presi di mira poliziotti, membri dell'Unione dei nazionalisti lituani, l'Unione dei fucilieri lituani e varie organizzazioni cattoliche. In totale, l'NKVD stimò fosse necessario registrare 320 000 persone o almeno il 15% della popolazione lituana: se si includono i familiari, si arrivava a considerare circa la metà della popolazione. In vista della deportazione, l'NKVD compilò elenchi di persone che sarebbero state espulse nel corso della prima parte dell'operazione: per ogni soggetto erano allegate le motivazioni che imponevano l'allontanamento suo e dei suoi familiari oltre che il luogo di residenza. L'elenco veniva costantemente aggiornato. Ad esempio, un rapporto del 13 maggio 1941 segnalava 19 610 persone da arrestare e deportare in campi di prigionia e 2 954 persone (perlopiù membri della famiglia degli arrestati) da trasferire in campi di lavoro. Un mese dopo, i numeri cambiarono e si attestavano a 8 598 arrestati e 13 654 familiari: ciò attesterebbe che lo scopo perseguito era allontanare intere famiglie antisovietiche.
L'operazione iniziò nella notte di venerdì 13 giugno e venne effettuata dagli uomini dell'NKVD e dell'NKGB provenienti da Russia, Ucraina, Bielorussia. Ivan Serov impartì istruzioni le quali specificavano in dettaglio come i deportati dovevano essere arrestati e poi spediti sui treni. Si specificava inoltre che gli allontanamenti dovevano essere eseguiti il più furtivamente possibile per ridurre al minimo il panico ed eventuali resistenze. A ciascun gruppo esecutivo composto da quattro membri fu affidato il compito di espellere due famiglie a testa. Sempre secondo il documento ufficiale, ogni famiglia poteva portare con sé un peso di massimo di 100 kg tra cibo, vestiti, scarpe e altri generi di prima necessità, ma i sopravvissuti hanno testimoniato che queste istruzioni spesso non venivano seguite. A molte famiglie non fu concesso il tempo previsto dalle disposizioni. Le proprietà lasciate dai deportati dovevano essere divise in due categorie: beni personali (vestiti, biancheria, mobili, stoviglie) e no (quadri, investimenti, inventari commerciali, immobili, animali da fattoria, attrezzi agricoli e macchinari). Le prime andavano trasferite a un rappresentante del deportato che avrebbe venduto la proprietà e trasferito il denaro ai proprietari originali. Le seconde proprietà dovevano essere confiscate e vendute o utilizzate da funzionari sovietici locali. Anche queste istruzioni non furono seguite e si verificarono talvolta fenomeni di saccheggio.
Le deportazioni proseguirono: il 16 giugno mancavano ancora quasi 1 400 persone all'appello. Dovendo rispettare le previsioni effettuate, i funzionari sovietici arrestarono in fretta altre 2 000 persone il 16-18 giugno. I treni con i deportati si radunarono a Naujoji Vilnia dove gli uomini (con varie scuse con cui si chiedevano nuove ispezioni, domande o documenti da compilare) furono separati dalle loro famiglie e caricati sui treni diretti verso i campi di prigionia. In totale, partirono 17 treni il 19 giugno e raggiunsero le loro destinazioni tra il 30 giugno e il 9 luglio. Un rapporto ufficiale dell'NKVD del 19 giugno indicava 17 485 deportati, ma le statistiche ufficiali erano incomplete e lacunose. Il Centro di ricerca sul genocidio e la resistenza della Lituania ha rintracciato lo spostamento di 16 246 deportati.

### Prime deportazioni postbelliche

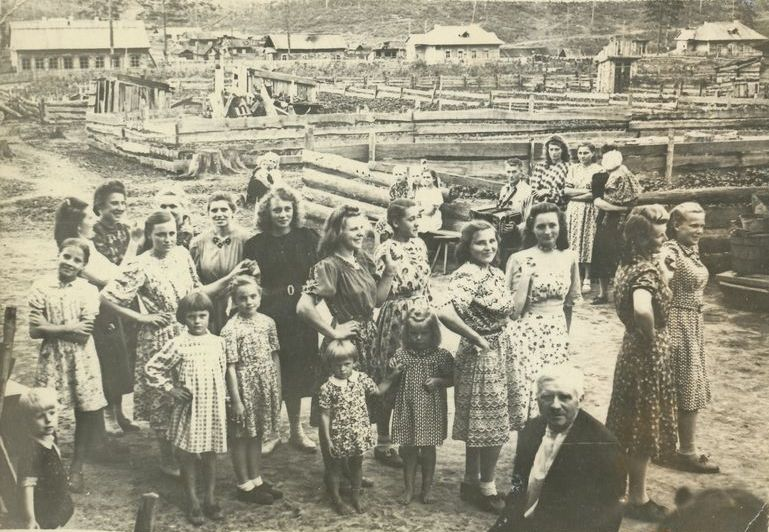
Un gruppo di deportati lituani nel distretto di Ziminskij, Oblast' di Irkutsk

Nel 1944, la Germania nazista si stava ritirando lungo il fronte orientale e le forze sovietiche raggiunsero il territorio della Lituania entro la metà del 1944. Nell'ottobre dello stesso anno, alcuni funzionari sovietici, tra cui Sergei Kruglov che avevano contribuito alle deportazioni dei ceceni e degli ingusci, cominciarono a ventilare l'ipotesi di deportare le famiglie dei "banditi" - uomini che evitavano la coscrizione nell'Armata Rossa e si univano ai partigiani lituani. Tuttavia, tali misure non avvennero nel corso della guerra. Furono invece subito eseguiti preparativi per espellere i tedeschi lituani, le loro famiglie e anche i parenti meno affini. Il treno con le 1 000 persone caricate a bordo lasciò Kaunas il 3 maggio e giunse a destinazione solo a giugno. I deportati fornirono manodopera gratuita alle piantagioni di cotone nella valle del fiume Vahš. A causa delle condizioni di vita particolarmente dure, circa 580 deportati morirono nei primi due anni.
Dopo la fine della seconda guerra mondiale, Mikhail Suslov, presidente dell'Ufficio per gli affari lituani del Comitato centrale del PCUS, presentò una risoluzione per l'espulsione di 50-60 famiglie da ogni contea. Lavrentij Berija approvò la proposta e inviò Bogdan Kobulov e Arkady Apollonov a fornire assistenza nelle operazioni. La campagna prese di mira le famiglie lituane dei "banditi" e avvenne in contemporanea con un'offerta di "legalizzazione" dei partigiani: se si fossero arresi, le loro famiglie sarebbero rimaste incolume. A ogni modo, tali promesse non furono mantenute e gli elenchi dei partigiani legalizzati vennero utilizzati come base per redigere gli elenchi dei deportati. Oltre 6 000 persone furono deportate nel corso di un mese e mezzo. La maggior parte di quelle famiglie aveva già subito la confisca delle loro proprietà, pertanto le istruzioni ufficiali sovietiche secondo cui una famiglia avrebbe potuto richiedere fino a 1 500 kg si rivelarono inutili. Oltre alle truppe dell'NKVD, parteciparono i paramilitari dei battaglioni di distruzione per compiti ausiliari.
Dal 1946 all'inizio del 1948, le deportazioni civili non furono numericamente spropositate. Le deportazioni colpirono partigiani lituani, loro simpatizzanti, kulaki (in lituano: buožė) e cittadini del ceto medio.

### Operazioni Vesna e Priboi
| Anno | Kolkhozy | Famiglie | Completamento | Salario |
| ---- | -------- | -------- | ------------- | ------- |
| 1948 | 20       | 300      | 0,08%         | 5,6     |
| 1949 | 614      | 15 200   | 3,9%          | 3,9     |
| 1950 | 6 032    | 229 300  | 60,5%         | 2,1     |
| 1951 | 4 471    | 326 100  | 89,1%         | 1,4     |
| 1952 | 2 938    | 342 600  | 94,1%         | 1,7     |
| 1953 | 2 628    | 359 600  | 98,8%         | 1,1     |

Furono effettuate due grandi deportazioni nel maggio 1948 (nome in codice Vesna) e nel marzo 1949 (nome in codice Priboi): vennero deportate portando quasi 70 000 persone. Fu il Consiglio dei ministri dell'Unione Sovietica a ordinare che fossero eseguite. L'operazione Priboi avvenne contemporaneamente nella RSS Lituana, nella RSS Lettone e nella RSS Estone. L'operazione Vesna interessò la sola Lituania (probabilmente perché lì si concentrava il movimento di resistenza più radicato). Ufficialmente, questa nuova ondata di terrore continuò a colpire famiglie e sostenitori dei combattenti della resistenza. In aggiunta ebbe però lo scopo di stroncare la resistenza alla collettivizzazione, che richiedeva che i contadini cedessero la loro terra, il loro bestiame e le loro attrezzature agricole a un kolkhoz (fattoria collettiva).
L'agricoltore avrebbe lavorato quindi per la fattoria collettiva e sarebbe stato pagato con una quota del prodotto e del profitto dell'azienda agricola in base al numero di giorni lavorativi. Pochissimi contadini aderirono volontariamente al processo poiché ciò avrebbe comportato l'abbandono della proprietà privata per un sistema spesso paragonato adella servitù della gleba. Il settore primario costituiva tra l'altro di gran lunga il principale impiego dei lituani.
Poiché la popolazione assistette a precedenti deportazioni e intuì i segnali di pericolo rappresentati ad esempio dall'arrivo di nuove truppe e di veicoli di trasporto, molti residenti provarono a nascondersi. In Lituania, secondo i registri sovietici ufficiali, circa 13 700 evitarono la cattura. Pertanto, le autorità organizzarono una deportazione ulteriore nell'aprile del 1949: si rintracciarono circa 3 000 persone, etichettate come soggetti pericolosi, trattati come prigionieri e inviati alle miniere d'oro di Bodajbo.

### Operazione Osen e ultime deportazioni
Sembrava che le deportazioni del 1947-1948 avessero raggiunto i loro obiettivi: il 1949 vide un incremento della collettivizzazione e un ulteriore indebolimento della resistenza armata. Tuttavia, il ritmo della collettivizzazione in Lituania non era ancora così rapido come in Lettonia o Estonia, dove il 93% e l'80% delle aziende agricole erano state collettivizzate entro la fine del 1949. Pertanto, un'ulteriore deportazione su larga scala ebbe luogo nell'ottobre 1951 (nome in codice Osen) e prese di mira in modo specifico kulaki e coloro che non accettarono le fattorie collettive. Circa 20 000 persone furono deportate durante questa operazione. Nel 1952 vennero effettuate cinque trasferimenti di massa, in cui furono allontanate circa 3 000 persone; nel 1953, i familiari di coloro che erano già state deportati furono portati in Siberia. Dopo la morte di Stalin non furono più effettuate espulsioni, ma circa 1 000 arresti politici di dissidenti furono effettuati tra il 1954 e il 1986 in Lituania.

## La quotidianità in esilio

### Condizioni di vita
Le condizioni di vita variavano notevolmente e dipendevano dalla posizione geografica dell'insediamento forzato, dalle condizioni locali e dal tipo di lavoro svolto dai deportati. Anche nei rapporti ufficiali si faceva riferimento alla mancanza di alloggi adeguati; per esempio, un rapporto di Igarka descriveva caserme con tetti che perdevano e senza finestre, letti o biancheria da letto. La maggior parte dei deportati lituani veniva impiegata nel disboscamento e nel trattamento del legno. I deportati non potevano lasciare il luogo di insediamento o cambiare mestiere; per le loro espulsioni non era previsto un termine dopo il quale avrebbero potuto fare ritorno. Coloro che tentarono la fuga o "evitavano il lavoro" furono mandati nei campi di prigionia. Tra il 1945 e il 1948, 1 722 lituani tentarono di fuggire e 1 070 tra questi andarono incontro alla cattura nel 1949. Nel 1948, regolamenti più drastici adottati dal Soviet Supremo dell'Unione Sovietica previdero 20 anni di reclusione per chi scappava e 5 per chi forniva aiuto ai fuggitivi. I bambini nati in esilio vennero classificati come deportati e sottoposti allo stesso trattamento dei genitori, con alcune eccezioni nei casi in cui non tutto il nucleo familiare era partito dalla Lituania.
A causa delle precarie condizioni di vita, degli eccessivi sforzi fisici durante il lavoro, della mancanza di cibo e di cure mediche, i tassi di mortalità risultarono elevati, specialmente tra i giovani e gli anziani. Sulla base delle registrazioni incomplete e inesatte conservate dall'MVD e MGB, Arvydas Anušauskas ha stimato che circa 16 500 e 3 500 lituani sono morti rispettivamente nel 1945-1952 e 1953-1958; questo numero non include gli 8 000 decessi delle deportazioni nel 1941. Sulla base di questa ricostruzione, i decessi lituani totali potrebbero aggirarsi intorno ai 28 000. I bambini rappresentavano circa un quarto delle vittime totali.

### Rilascio e ritorno in patria
| Anno | Deportati nel 1944–1952 | Deportati nel 1941 |
| ---- | ----------------------- | ------------------ |
| 1955 | 75 185                  | ?                  |
| 1956 | 72 777                  | 4 682              |
| 1957 | 59 663                  | 3 127              |
| 1958 | 35 741                  | 1 878              |
| 1959 | 4 907                   | 279                |

La morte di Stalin nel 1953 fu seguita dal disgelo di Chruščëv e dalla destalinizzazione, che comportò una liberazione graduale dei deportati e dei prigionieri. Nel luglio del 1954, i bambini deportati di età inferiore ai 16 anni furono rimossi dall'elenco dei deportati e la pena per la fuga fu ridotta da 20 a 3 anni di prigione. La liberazione dei lituani risultò lenta. Quando nel 1954 fu annunciata un'amnistia per persone di età superiore ai 55-60 anni, disabili e malati incurabili, una disposizione speciale escludeva i lituani o i membri dell'Organizzazione dei nazionalisti ucraini a per ragioni di "pubblica sicurezza" In Lituania, i fascicoli deportati furono pian piano revisionati caso per caso dal Soviet Supremo della RSS Lituana. Gli apparatčik sovietici consideravano i trasferiti una minaccia, soprattutto perché rivendicarono il possesso delle proprietà a loro confiscate al momento dell'allontanamento. Per questi motivi il rilascio dei lituani avvenne solo in circostanze limitate, in caso di palesi irregolarità o violazioni.
Nel 1956 e nel 1957, il Soviet Supremo dell'Unione Sovietica autorizzò il rilascio di gruppi più numerosi di deportati, compresi i lituani. Poiché si prevedeva tornassero in gran numero, i comunisti locali si interrogarono su cosa sarebbe potuto accadere se i lituani tornati avessero presentato una petizione per riottenere le proprietà confiscate. I funzionari sovietici lituani, tra cui Antanas Sniečkus, emanarono ordinanze amministrative che vietavano il rimpatrio in quanto soggetti potenzialmente pericolosi e presentarono una proposta legislativa a Mosca per attuare politiche nazionali in tal senso. Nel maggio del 1958, l'Unione Sovietica rianalizzò la sua posizione riguardo ai rimanenti deportati: tutti coloro che non erano coinvolti con i partigiani lituani furono liberati, ma senza il diritto di tornare in Lituania. Gli ultimi lituani restati (i parenti dei partigiani e i partigiani stessi) partirono dalla Russia nel 1960 e nel 1963. La maggior parte dei deportati fu liberata nel maggio 1958 e non tornò mai più in Lituania.
Circa 60 000 deportati tornarono in Lituania. Tuttavia, dovettero affrontare ulteriori difficoltà: i loro beni erano andati persi, in condizioni pessime o posseduti da estranei; inoltre, si verificarono fenomeni di discriminazione per chi intendeva ottenere lavoro e garanzie sociali e ai loro figli fu negata l'istruzione superiore. Agli ex deportati, ai membri della resistenza e ai loro figli non fu permesso di integrarsi nella società. Questo contesto portò alla costituzione di un gruppo permanente di individui che si opposero al regime e continuarono una resistenza non violenta.

## Impatto sociale e giudizio storiografico
Le deportazioni della popolazione civile senza preavviso, processo o motivi fondati rientrarono tra le accuse più gravi mosse dai baltici contro il regime sovietico. Quando, durante il periodo della glasnost' messa in atto da Gorbačëv, ai lituani fu concessa una maggiore libertà di espressione, onorare la memoria dei deportati fu una delle loro prime richieste. Queste furono presentate durante la prima manifestazione pubblica antisovietica organizzata dalla Lega della Libertà lituana il 23 agosto 1987.
Alcuni lituani ritengono che i deportati debbano ricevere un risarcimento per il lavoro effettuato sotto costrizione esattamente come la Germania ha pagato un risarcimento ai lavoratori forzati nella Germania nazista.

## Tabella riassuntiva
| Anno   | Data                                    | Numero di persone    | Destinazione                                  |
| ------ | --------------------------------------- | -------------------- | --------------------------------------------- |
| 1941   | 14–19 giugno (Deportazione di giugno)   | 17 485               | Altaj, Komi, Oblast' di Tomsk                 |
| 1945   | 20 aprile - 3 maggio (tedeschi lituani) | 1 048                | RSS Tagika (regione di Stalinabad)            |
| 1945   | 17 luglio - 3 settembre                 | 6 320                | Komi, Oblast' di Sverdlovsk, Oblast' di Perm' |
| 1946   | 18-21 febbraio                          | 2 082                | Oblast' di Sverdlovsk                         |
| 1947   | Dicembre                                | 2 782                | Oblast' di Tomsk, Oblast' di Tjumen', Komi    |
| 1948   | Gennaio-febbraio                        | 1 156                | Oblast' di Tomsk, Krasnojarsk                 |
| 1948   | 22-27 maggio (Operazione Vesna)         | 40 002               | Krasnojarsk, Oblast' di Irkutsk, Buriazia     |
| 1949   | 25-28 marzo (Operazione Priboi)         | 29 180               | Oblast' di Irkutsk, Krasnojarsk               |
| 1949   | 10-20 aprile                            | 3 090                | Oblast' di Irkutsk                            |
| 1949   | 6 giugno                                | 500 (approssimativo) | Oblast' di Irkutsk                            |
| 1949   | 7 luglio                                | 279                  | Oblast' di Irkutsk                            |
| 1950   | 14 aprile, 1-2 settembre, 20 settembre  | 1 355                | Altaj, Chabarovsk                             |
| 1951   | 31 marzo - 1 aprile (Operazione nord)   | 433                  | Oblast' di Irkutsk, Oblast' di Tomsk          |
| 1951   | 20-21 settembre                         | 3 087                | Oblast' di Irkutsk                            |
| 1951   | 2-3 ottobre (Operazione Osen)           | 16 150               | Krasnojarsk                                   |
| 1951   | 3 ottobre                               | 335                  | Krasnojarsk                                   |
| 1951   | 30 novembre                             | 452                  | Altaj                                         |
| 1952   | 23 gennaio                              | 2 195                | Krasnojarsk                                   |
| 1952   | 6-7 luglio                              | 465                  | Ignoto                                        |
| 1952   | 5-6 agosto                              | 359                  | Krasnojarsk                                   |
| Totale |                                         | 129 475              |                                               |

## Galleria d'immagini

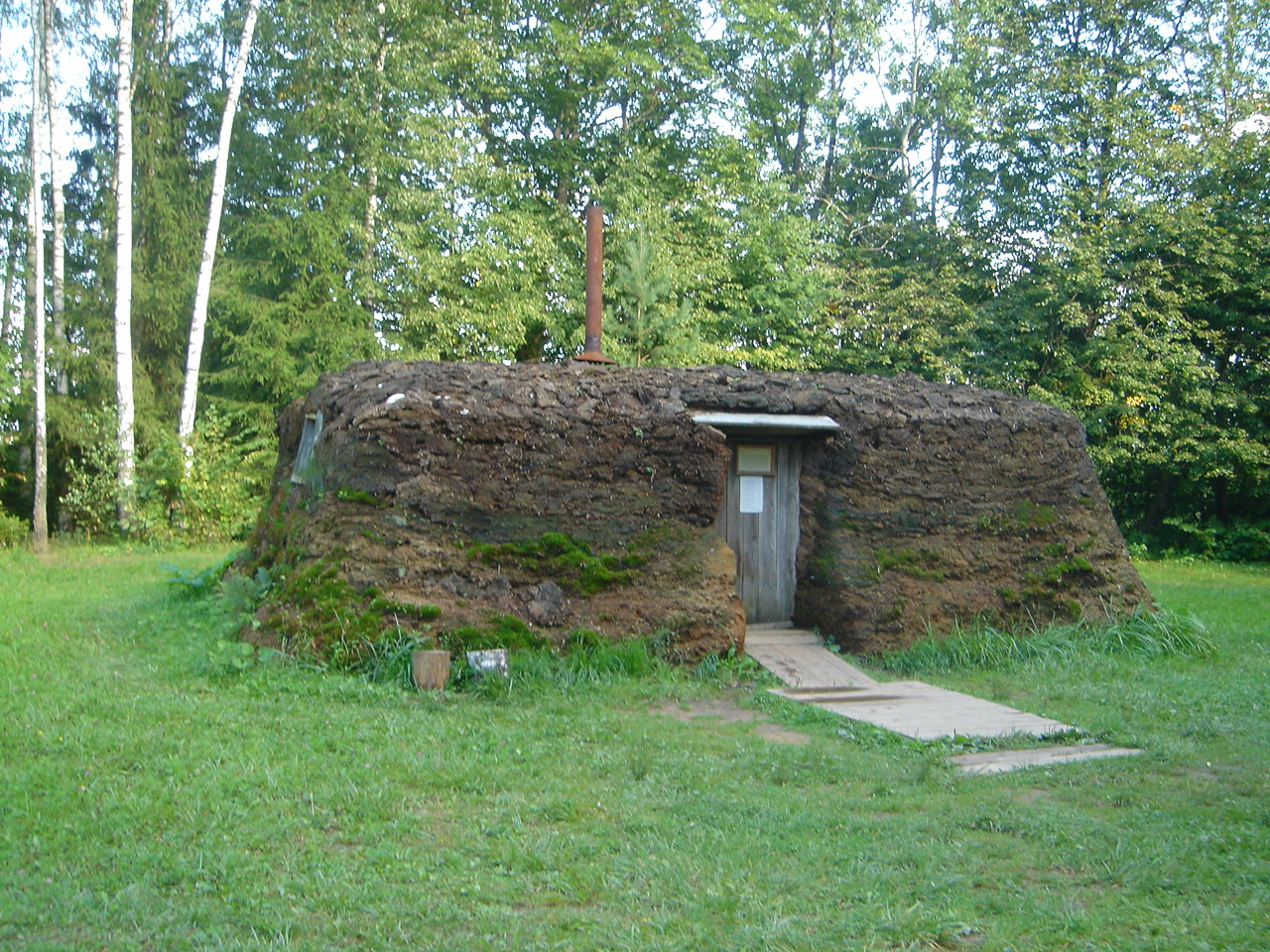
Esempio di dimora dei deportati in Siberia
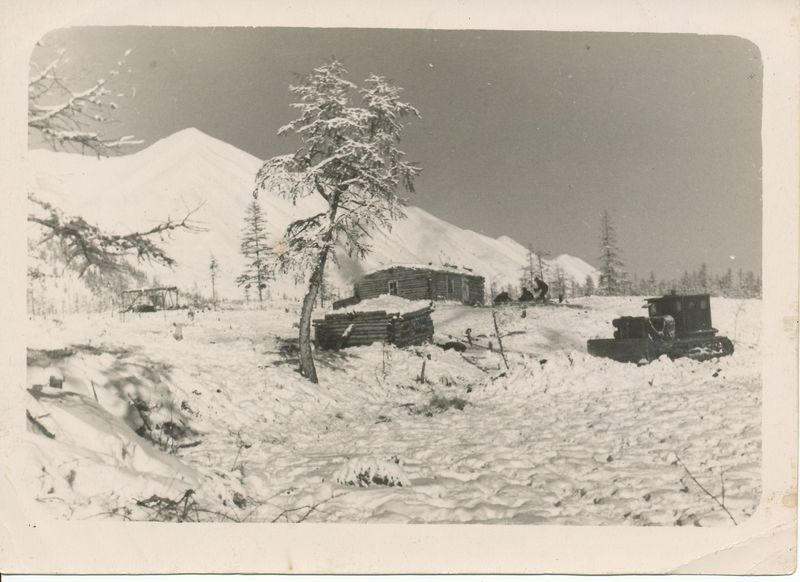
Rifugio abitato da deportati lituani presso Kolyma (1958)
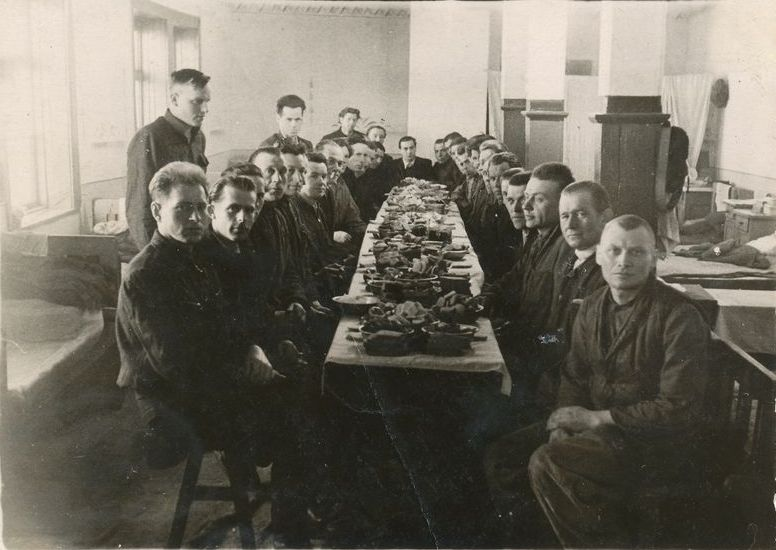
Prigionieri politici festeggiano la Pasqua a Kolyma (1955)
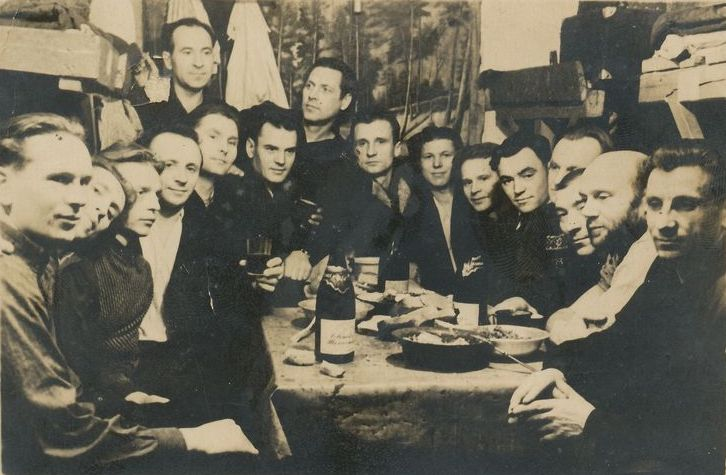
Deportati lituani celebrano il Natale (1957)
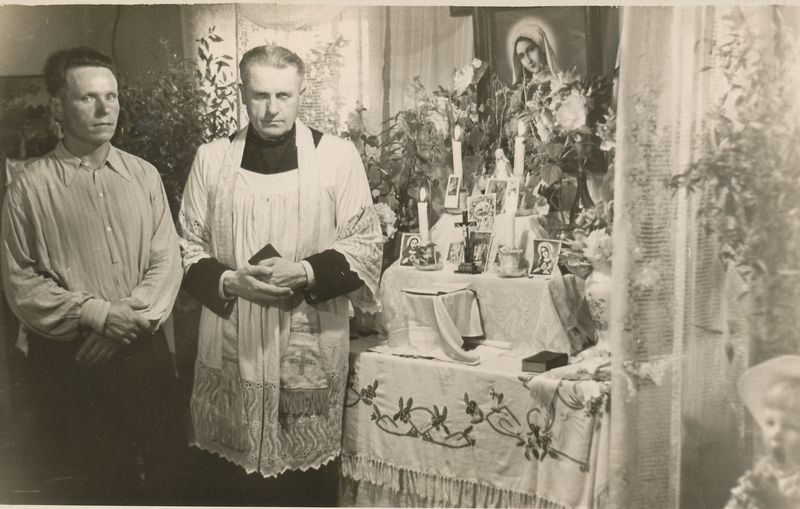
Altare domestico di Justinas Zaksas
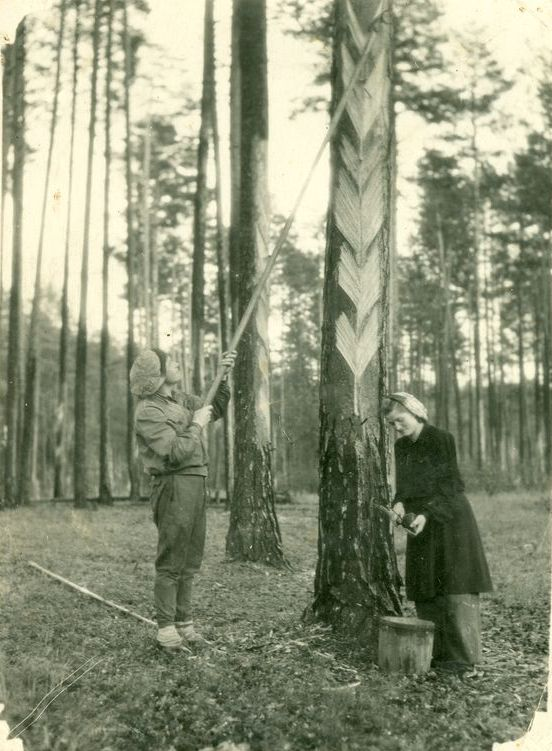
Deportate lituane estraggono la resina presso Irkutsk (1956)
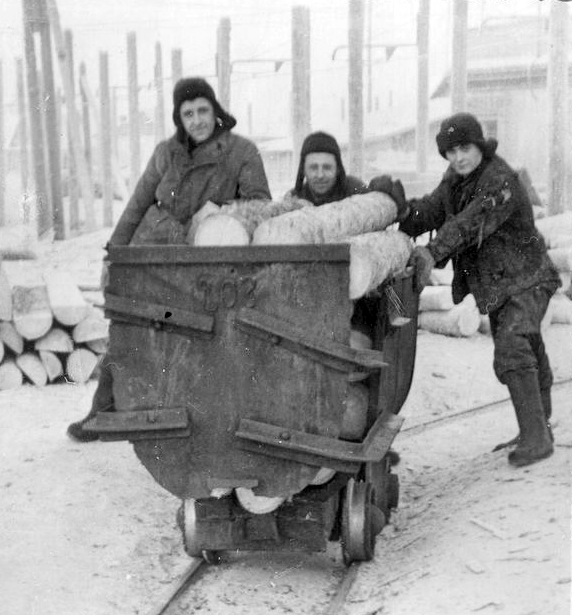
Deportati lituani presso Inta spingono un carro pieno di tronchi verso una miniera (1956)
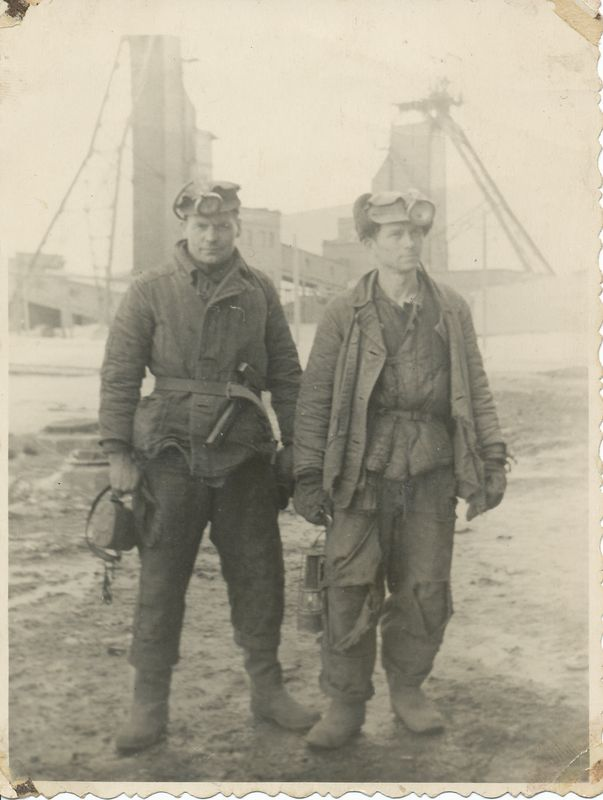
Due prigionieri politici lituani pronti ad entrare in una delle miniere di carbone di Intalag (1955)
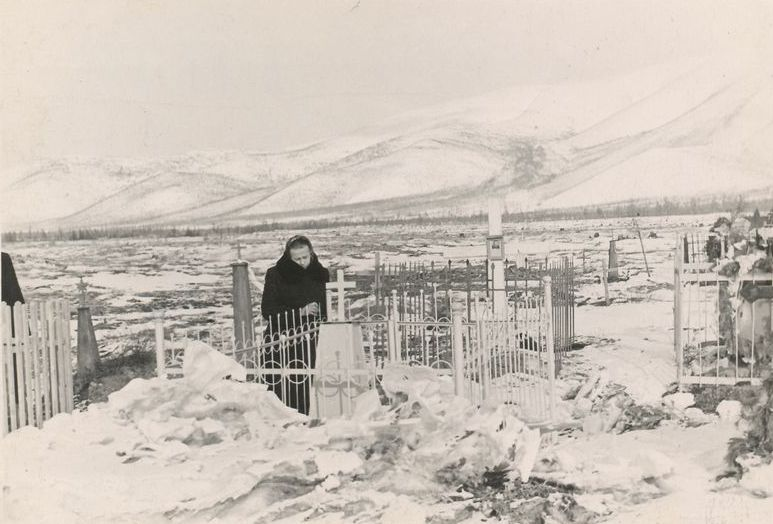
La prigioniera politica lituana Onutė Milušauskaitė (arrestata nel 1945 come messaggera dei partigiani lituani) visita la tomba di sua figlia a Ust'-Omčug

### Esplicative
1. ↑  Pagamento medio in chilogrammi del grano ricevuto per ogni giorno di lavoro.
2. ↑  Per un elenco più dettagliato delle politiche adottate durante la prima occupazione vedi: Ultimatum sovietico alla Lituania del 1940 e occupazione tedesca della Lituania.
3. ↑  Il numero è quello indicato dai rapporti ufficiali MVD e MGB immediatamente dopo la deportazione. I rapporti successivi hanno ridotto il numero dei trasferiti. Il dato effettivo potrebbe essere più alto per via del fatto che i funzionari sovietici aggiornavano poco i rapporti statistici.

### Bibliografiche
1. ↑  Tininis, p. 48.
2. ↑  Anušauskas (2005), p. 302.
3. ↑  (EN) Andrè Ravenskül Venås, Soul eater, Lulu.com, 2019,  p. 391, ISBN 978-03-59-82737-4.
4. ↑   Vitalija Stravinskienė, Deportazioni di polacchi lituani: 1941–1952 [collegamento interrotto], su vdu.lt,  pp. 2-3. URL consultato il 12 settembre 2020.
5. ↑  Anušauskas (2005), p. 289.
6. ↑   Festività lituane, su italietuva.com. URL consultato il 12 giugno 2020.
7. ↑  (EN) Rainer Munz e Rainer Ohliger, Diasporas and Ethnic Migrants, Routledge, 2004,  p. 195, ISBN 978-11-35-75938-4.
8. ↑  Vardys e Sedaitis, p. 57.
9. ↑  Vardys e Sedaitis,  p. 59.
10. ↑  Anušauskas (1996), p. 317.
11. ↑  Anušauskas (1996), p. 322.
12. 1 2  Anušauskas (1996), p. 323.
13. ↑  Anušauskas (1996), p. 324.
14. 1 2  (EN) Lithuania, su communistcrimes.org. URL consultato il 12 giugno 2020.
15. ↑  Anušauskas (1996), pp. 44-45.
16. ↑  Anušauskas (1996), p. 80.
17. ↑  Anušauskas (1996), pp. 83-89.
18. ↑  Anušauskas (1996), pp. 89-91.
19. ↑  Anušauskas (1996), p. 94.
20. ↑  Anušauskas (1996), p. 82.
21. ↑  Anušauskas (1996), pp. 95-96.
22. ↑  Anušauskas (1996), p. 98.
23. 1 2  Anušauskas (1996), p. 99.
24. ↑  Anušauskas (1996), p. 100.
25. ↑  Anušauskas (1996), p. 106.
26. 1 2  Anušauskas (1996), pp. 101-104.
27. ↑  (EN) Martyn Housden e David J. Smith, Forgotten Pages in Baltic History: Diversity and Inclusion, Rodopi, 2011,  p. 241, ISBN 978-90-42-03316-0.
28. ↑  Anušauskas (2005), pp. 292-293.
29. ↑  Anušauskas (2005), p. 293.
30. ↑  Anušauskas (2005), p. 294.
31. ↑  Anušauskas (1996), p. 382.
32. 1 2  Anušauskas (1996), p. 313.
33. ↑  Kasparas.
34. ↑  Anušauskas (2005), p. 295.
35. ↑  Anušauskas (1996), p. 315.
36. ↑  Anušauskas (2005), pp. 296-297.
37. ↑  Anušauskas (2005), pp. 281-282.
38. ↑  Anušauskas (1996), p. 319.
39. ↑  Fitzpatrick, p. 129.
40. ↑  Anušauskas (1996), p. 325.
41. ↑  Anušauskas (2005), p. 300.
42. ↑  Misiunas e Taagepera, p. 102.
43. ↑  Anušauskas (1996), p. 326.
44. ↑  Anušauskas (1996), p. 388.
45. ↑  Anušauskas (1996), p. 386.
46. ↑  Anušauskas (2002), p. 19.
47. ↑  Bugaĭ, p. 170.
48. ↑  Pohl, p. 46.
49. ↑  Anušauskas (1996), p. 385.
50. 1 2  Anušauskas (1996), p. 391.
51. ↑  Anušauskas (2002), p. 25.
52. ↑  Anušauskas (1996), p. 395.
53. ↑  Anušauskas (1996), pp. 392-393.
54. ↑  Anušauskas (1996), p. 393.
55. ↑  Anušauskas (1996), pp. 393-394.
56. ↑  Anušauskas (2005), p. 415.
57. ↑  Anušauskas (1996), p. 396.
58. ↑  Anušauskas (2005), pp. 417-418.
59. ↑  Anušauskas (1996), pp. 397-398.
60. ↑  Anušauskas (2005), p. 418.
61. ↑  Vardys e Sedaitis, p. 84.
62. ↑  Vardys e Sedaitis, p. 68.
63. ↑  Anušauskas (2002), pp. 15-16.